# Хучбаров Каміль Гасанович
Каміль Гасанович Хучбаров (нар. 28 серпня 1999, Дніпропетровськ, Україна) — український футболіст, півзахисник.

## Клубна кар'єра
Народився в Дніпропетровську, вихованець юнацької академії місцевого «Дніпра». З березня 2017 року тренувався з першою командою дніпропетровського «Дніпра», проте грав виключно за юнацьку та молодіжну команду клубу.
На початку червня 2017 року, разом з іншими партнерами по ФК «Дніпро», перейшов до новоствореного СК «Дніпро-1». Дебютував у футболці «спортклубівців» 15 липня 2017 року в переможному (1:0) домашньому поєдинку 1-о туру групи Б Другої ліги проти харківського «Металіста 1925». Каміль вийшов на поле на 75-й хвилині, замінивши Олександра Сніжка. Дебютним голом за дніпропетровську команду відзначився 21 липня 2017 року на 84-й хвилині переможного (8:0) домашнього поєдинку 2-о туру групи Б Другої ліги проти запорізького «Металурга». Хучбаров вийшов на поле на 46-й хвилині, замінивши Ярослава Гоменка. Наприкінці червня 2018 року відправився в оренду до «Інгульця». Дебютував у футболці петрівського клубу 21 липня 2018 року в програному (2:4) домашньому поєдинку 1-о туру Першої ліги проти краматорського «Авангарду». Хучбаров вийшов на поле на 72-й хвилині, замінивши Ярослава Гоменка. Дебютним голом за «Інгулець» відзначився 26 вересня 2018 року на 90+4-й хвилині переможного (3:0) виїзного поєдинку третього відбіркового раунду кубку України проти горностаївського «Миру». Каміль вийшов на поле на 66-й хвилині, замінивши Олександра Козака. У складі петрівського клубу зіграв 7 матчів у Першій лізі та 3 поєдинки (2 голи) у кубку України.
На початку січня 2019 року повернувся до «Дніпра-1», де намагався вибороти місце в основі команди. Проте зробити цього Хучбарову не вдалося, він лише декілька разів потрапляв до заявки «спортклубівців» на матчі Першої ліги. Загалом же в складі «Дніпра-1» у Другій лізі зіграв 22 матчі (2 голи), ще 4 поєдинки провів у кубку України. Наприкінці липня 2019 року перейшов до «Колоса», де протягом першої частини сезону виступав за молодіжну команду (11 матчів). У березні 2020 року підсилив склад лідера другої ліги України: «ВПК-Агро», проте через всесвітню пандемію за новий клуб не провів жодного офіційного матчу. У березні наступного року підписав контракт з чернівецьким футбольним клубом «Буковина», за який до кінця сезону через травму провів лише 7 матчів і відзначився 1 голом.

## Кар'єра в збірній
Викликався до юнацької збірної України U-18, у футболці якої дебютував 24 березня 2017 року в поєдинку проти македонських однолітків (1:1). Всього у футболці юнацької збірної України зіграв у 3-х матчах.

## Досягнення
СК «Дніпро-1»
- Друга ліга чемпіонату України
  -  Срібний призер (1): 2017/18
- Кубок України
  -  Півфіналіст (1): 2017/18

«Інгулець»
- Кубок України
  -  Фіналіст (1): 2018/19